# FK Universitet Vitebsk
Le FK Universitet Vitebsk est un club biélorusse de football féminin basé à l'université de Vitebsk.

## Histoire
Le FK Universitet Vitebsk est fondé en 1995.
En 2009, le club est éliminé en seizièmes de finale de la Ligue des champions féminine de l'UEFA 2009-2010 par le FCR 2001 Duisbourg.

## Palmarès
- Championnat de Biélorussie de football féminin
  - Champion : 2005, 2006, 2008 et 2009

- Coupe de Biélorussie de football féminin
  - Vainqueur : 2005, 2006 et 2007

- Supercoupe de Biélorussie de football féminin
  - Finaliste : 2005 et 2010

- Ligue des champions féminine de l'UEFA
  - Meilleure performance : Seizièmes de finale en 2009-2010